# (7195) Danboice
(7195) Danboice – planetoida z grupy pasa głównego asteroid okrążająca Słońce w ciągu 3 lat i 281 dni w średniej odległości 2,42 j.a. Została odkryta 2 stycznia 1994 roku przez Takao Kobayashiego. Przed nadaniem nazwy planetoida nosiła oznaczenie tymczasowe (7195) 1994 AJ.